# Ion Vasilenco
Ion Vasilenco (n. 20 ianuarie 1926, Pașcani – d. 13 martie 1977 Chișinău) a fost un critic și istoric literar român.

## Biografie
S-a născut în Pașcani, familia sa fiind originară din Cetatea Albă. După absolvirea Universității de Stat din Chișinău (1951), urmează aspirantura la Institutul de Literatură Universală M.Gorki al A.Ș. a U.R.S.S. Doctor în științe filologice (1956). Colaborator științific la Institutul de Limbă și Literatură al A.Ș.M.
Și-a adus contribuția la valorificarea moștenirii literare a lui Alecu Russo, îngrijind și prefațând edițiile Opere alese (1955), Izbrannoe (1959). Îi aparțin articole și studii referitoare la creația lui Constantin Stere, Andrei Lupan, Emilian Bucov, George Meniuc. Este unul dintre autorii lucrărilor Istoria literaturii moldovenești (Vol.1, 1958), Schiță asupra istoriei literaturii sovietice moldovenești(1963), Din trecutul cultural și literar al poporului moldovenesc(1969) ș.a.
Ion Vasilenco a fost cel mai aprig contestatar al reformei ortografice din anul 1945 și al promotorului numărul unu al acesteia, Ivan Ceban. Un articol foarte interesant, nedatat, rămas în manuscris, care se intitulează „Clasicii moldoveni despre grafica și alfabetul moldovenesc”, este cea mai elocventă pildă în această ordine de idei: „Scriitorii noștri clasici au înțeles că două alfabete la români îngreuiază comunicarea culturală. Astăzi aceeași situație o creează vulgarizatorii proletcultiști în sânul poporului român din Moldova. N-a fost nici un motiv pentru a trece scrierea limbii noastre de la literele latine la cele rusești. Ar fi fost normal, dacă ar fi trecut la literele rusești scrierea unor popoare slave, cum sunt cehii ori polonezii. Ar fi fost normal, zicem, fiindcă ar fi adăugat prin aceasta o nouă trăsătură slavă limbii lor. Nu este normal însă ca o limbă romanică să adopte scrisul slav, mai ales când trecerea la aceste litere nu este îmbrățișată decât de un număr relativ mic de români (cei din Basarabia), în timp ce toți ceilalți continuă să scrie după tradiția formată în veacul XIX. Luarea automată a alfabetului rusesc nu înseamnă însușire. Alfabetul trebuie să fie economic, rațional. (…) Alfabetul unei limbi trebuie să armonizeze cu caracterul fundamental al limbii. (…) Unul și același text din scriitorii noștri se scrie în România într-un fel și în Basarabia de azi în alt fel: cu alt alfabet și după alte reguli ortografice. Se pune întrebarea: dacă textul este același, apoi care din două sisteme grafice, latin ori slavon, este mai potrivit pentru scrierea lui? Se știe doar că scrierea înrâurește foarte mult și asupra pronunțării. Acest lucru îl dovedesc faptele de 100 de ani încoace. De pildă, în cazul lui i plin și scurt, lui ci și gi formate printr-un i scurt, însă necesar. Așa, de exemplu, se pronunță obștie și nu obște, cum au găsit de cuviință să schimonosească acest cuvânt vechi, intrat în limbă, vulgarizatorii din anii 30-40”.
Din cauza viziunii sale pro-românești, acesta a fost terorizat de KGB (inclusiv mai multe internări forțate în spitale de psihiatrie), ajungând să se sinucidă la 4 martie 1977.